# Музей Банку Канади
Музей валют (англ. Currency Museum) — музей, що розташований на першому поверсі будівлі Банку Канади в Оттаві, штат Онтаріо, Канада. Музей, присвячений історії грошового обігу в Канаді та світі. Колекція музею відображає шлях, який пройшла канадська грошова система, починаючи з моменту появи перших грошей з приходом колоністів і до наших днів.

## Розташування
З початку заснування музей був розташований на першому поверсі головної будівлі Банку Канади на розі Спаркс-стріт і Бенк-стріт в місті Оттава.
З 2017 року, він знаходиться в новому підземному приміщенні на розі Веллінгтон і Спаркс, за два кроки від колишньої будівлі.

## Історія

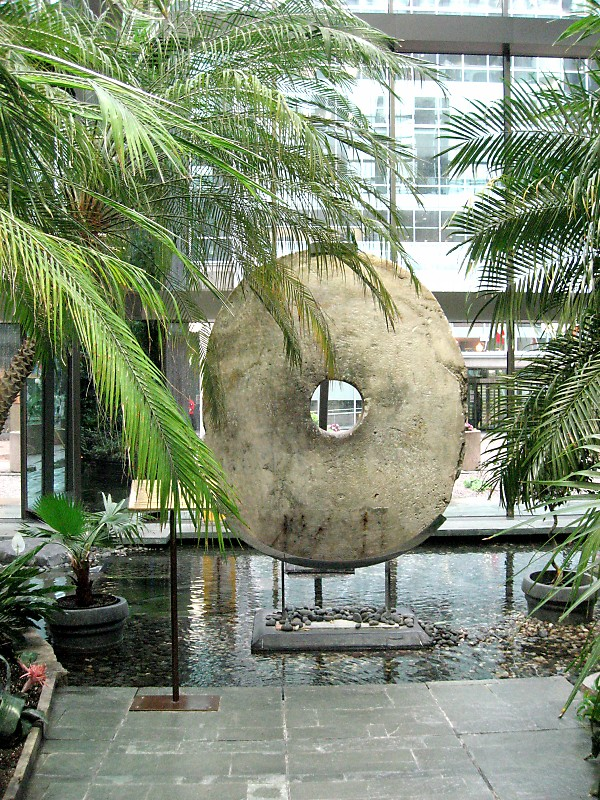
Камінь рай, який використовувався як валюта на острові Яп, стояв в атріумі Банку Канади до 2013 року.

Ідею створення національної колекції валюти вперше запропонував наприкінці 1950-х років губернатор банку Джеймс Койн (James Coyne). 1959 року, для допомоги у формуванні колекції, запросили нумізматичного консультанта Г. Р. Л. Поттера (G.R.L. Potter). Під його керівництвом банк почав збирати артефакти, які відображали розвиток канадської валюти за попередні 150 років.

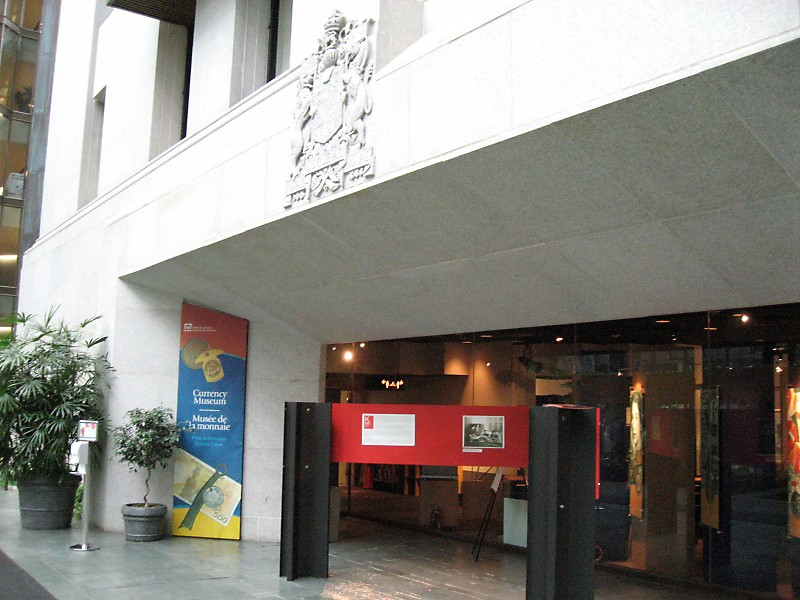
Колишній (до 2013 року) вхід до музею (зараз вхід до Банку Канади

До 1962 року Шелдон С. Керролл (Sheldon S. Carroll) став першим куратором музею банку. Його завданням стало формування найповнішої колекції канадських монет, жетонів і паперових грошей. Керролл поповнив колекції стародавньої, середньовічної і сучасної іноземної валюти, а також підібрав експонати, пов'язані з банківською і фінансовою діяльністю. Основна частина колекції була зібрана в цей період.
Експонати були придбані у окремих колекціонерів, приватних фірм і державних установ. 1963 року банком була придбана колекція відомого нумізмата Джей Дугласа Фергюсона (J. Douglas Ferguson). Вона включала паперові гроші, випущені під час французького режиму і збори античних, середньовічних і сучасних монет. Ще одним важливим придбанням стала передача великої кількості монет з державних архівів Канади в 1965 році. У тому числі унікальна колекція Харта (Hart Collection), придбана канадським урядом ще в 1883 році.
У 1974 році банк придбав велику колекцію з Шато-де-Рамзай (Château de Ramezay), будинки нумізматичного і антикварного суспільства Монреаля, першого нумізматичного товариства Канади. Це придбання включала раритети ведучого нумізмата Канади наприкінці XIX і початку XX століть Р. В. Мак Лахлан (R.W. McLachlan).
У 1977 році держсекретар Канади офіційно затвердив колекцію банку, як Національну колекцію валюти.
Музей валюти відкрив свої двері для широкої публіки 5 грудня 1980 року, коли колекція була перенесена в історичну будівлю колишньої штаб-квартири Банку Канади. У цій будівлі, за проєктом канадського архітектора Артура Еріксона, було розташоване одне з найперших відділень Центрального банку країни.
У 2013 р Музей був закритий на реставрацію, і знову відкрив двері в 2017 р в новому приміщенні, під новою назвою — Музей Центрального Банку Канади, зі зміненим дизайном і концепцією. Експозиція набагато спростилася і скоротилася, водночас, з'явилося багато інтерактивних дисплеїв для дітей.

## Колекція
З 2013 р більша частина колекції музею знаходиться в архіві.
У колекції музею знаходяться понад 100 000 експонатів, пов'язаних з грошовими системами Канади та світу, в тому числі багатюща колекція монет Канади, колекції з історії карбування монет і паперових грошей Європи. Це монети, банкноти, монетні штемпелі, ваги, жетони, касові апарати, гаманці, нумізматичні медалі, зразки підробок. Інтерактивні стенди розповідають про способи захисту грошей і найвідоміші випадки фальшивомонетництва. Колекція банкнот перебуває на висувних полицях: відвідувачі самі висувають потрібну, а потім засовують назад в стіну.
Музейний архів і бібліотека містять понад 8500 книг, брошур, каталогів, журналів і інших документів. Найранніші з них відносяться до епохи Середньовіччя. Музей пропонує різні освітні програми англійською та французькою мовами.

## Філії
Музей пов'язаний з CMA, CHIN та Віртуальним музеєм Канади.